# ポルトガルによるアメリカ大陸の植民地化
ポルトガルによるアメリカ大陸の植民地化（ポルトガルによるアメリカたいりくのしょくみんちか）では、大航海時代におけるポルトガル王国の植民活動のうち、新世界における活動について説明する。
ポルトガル王国は、15世紀のヨーロッパ人の世界探検において先駆的な国であった。1494年のトルデシリャス条約によって、新世界はスペインとポルトガルの領域に分けられた。ポルトガルの植民地は南アメリカの一部（主に現在のブラジル）を占めたが、現在のカナダに当たる北アメリカへの入植は失敗に終わった。

## ブラジルの植民地化
インド航路を目指していたポルトガル王国の探検家ペドロ・アルヴァレス・カブラルは1500年4月22日にブラジルに到達し、現在のポルト・セグロに上陸した。永住は1532年にサン・ヴィセンテとピラチニンガが建設されるまでは行われなかった。だが、一時的な交易地はそれよりも前に、染料として用いられるパウ・ブラジルを集めるために作られた。永住によりマデイラ諸島からもたらされたサトウキビ産業が成立し、多くの労働力が必要とされたことから、アフリカから多くの奴隷を輸入することで労働力の需要を賄った。1549年に初代ブラジル総督トメ・デ・ソウザが派遣され、諸聖人の湾に首都サルヴァドール・ダ・バイーアが建設された。同じ年、イエズス会の会士が初めてブラジルを訪れた。
1556年にフランス王国のユグノー（プロテスタント）の入植者が南東部のグアナバラ湾に南極フランス植民地を建設していたが、1565年から1567年の間に、第3代のブラジル総督メン・デ・サーは南極フランスの破壊に成功した。メン・デ・サーとその甥エスタシオ・デ・サーは1567年3月にリオデジャネイロを建設した。
1580年にポルトガルではアヴィス朝が断絶し、アブスブルゴ朝スペインと同君連合を結成したが、スペイン時代にもフランス人のブラジル侵入は続いた。1612年にフランス人はマラニョンにサン・ルイスを築き、赤道フランスを建設したが、赤道フランスも南極フランスと同様にブラジル人の攻撃によって破壊された。
1621年にオランダ西インド会社はサルヴァドール・ダ・バイーアを占領し、続く1638年から1640年に間に、オランダがブラジル北東部をレシーフェを首都として支配した。1640年にブラガンサ朝の下でスペインから独立を回復したポルトガルは、1646年にブラジルを公国に昇格してブラジル人のオランダへの抵抗を刺激し、1649年の第二次グアララペスの戦いで決定的な勝利を収めた。1654年までにオランダは降伏し、1661年のハーグ講和条約でブラジル全土とアンゴラがオランダからポルトガルに返還された。オランダの攻撃の最中に、奥地にはキロンボと呼ばれる逃亡黒人奴隷の独立国家が多数形成された。
ポルトガルの植民活動は、当初北東部の沿岸を中心に進んだが、17世紀から18世紀にかけてのバンデイランテスによる探検の進展の結果、南東部や奥地が各地と結びつけられ、初歩的な市場と、経済的一体感が形成された。バンデイランテスは1696年にブラジルの最大のキロンボだったキロンボ・ドス・パルマーレスを滅ぼし、また、バンデイランテスの探検活動と、それに伴う領有の既成事実化は、理論的にはスペインのペルー副王領の領域だったアマゾン流域の奥地の実質的な領有が実現した。一方南部では、1680年にポルトガル人がトルデシリャス条約で定められた境界線を越えて、ラプラタ川の東岸にコロニア・ド・サクラメントを建設したことをきっかけに、ブエノスアイレスのスペイン人とのバンダ・オリエンタルを巡る抗争が始まった。バンダ・オリエンタルを巡る両国の抗争は、1750年のマドリード条約によって、ポルトガルがバンデイランテスの征服によって領有を既成事実化していたスペイン領のアマゾン地域を獲得することで、ほぼ現在の領域が確定した。
1808年のポルトガル宮廷のリオデジャネイロ遷都後、ジョアン6世はアルゼンチン独立戦争の混乱に乗じて、18世紀を通して行われていた南方のバンダ・オリエンタルの征服を再開し、現地の実力者ホセ・ヘルバシオ・アルティーガスを破ってバンダ・オリエンタルを征服した。バンダ・オリエンタルはポルトガル・ブラジル連合王国のシスプラチナ県として再編され、独立後1825年にシスプラティーナ戦争が始まるまでブラジルの一部となった。戦争の結果、モンテビデオ条約によりシスプラチナ県はウルグアイ東方共和国として独立した。
スペインと異なり、ポルトガルはアメリカの植民地を分割したものの最終的な独立までには統合した。このことは現在のブラジルのほぼ全土に政治的、経済的な一体感を実現し、ブラガンサ家の皇帝の求心力と共に、1822年の独立後、赤道連邦の反乱や、ファラーポス戦争のような分離運動がありながらもブラジル帝国が複数の国に分裂することにならなかった要因の一つとなっている。

ポルトガル領ブラジルの領域の変遷
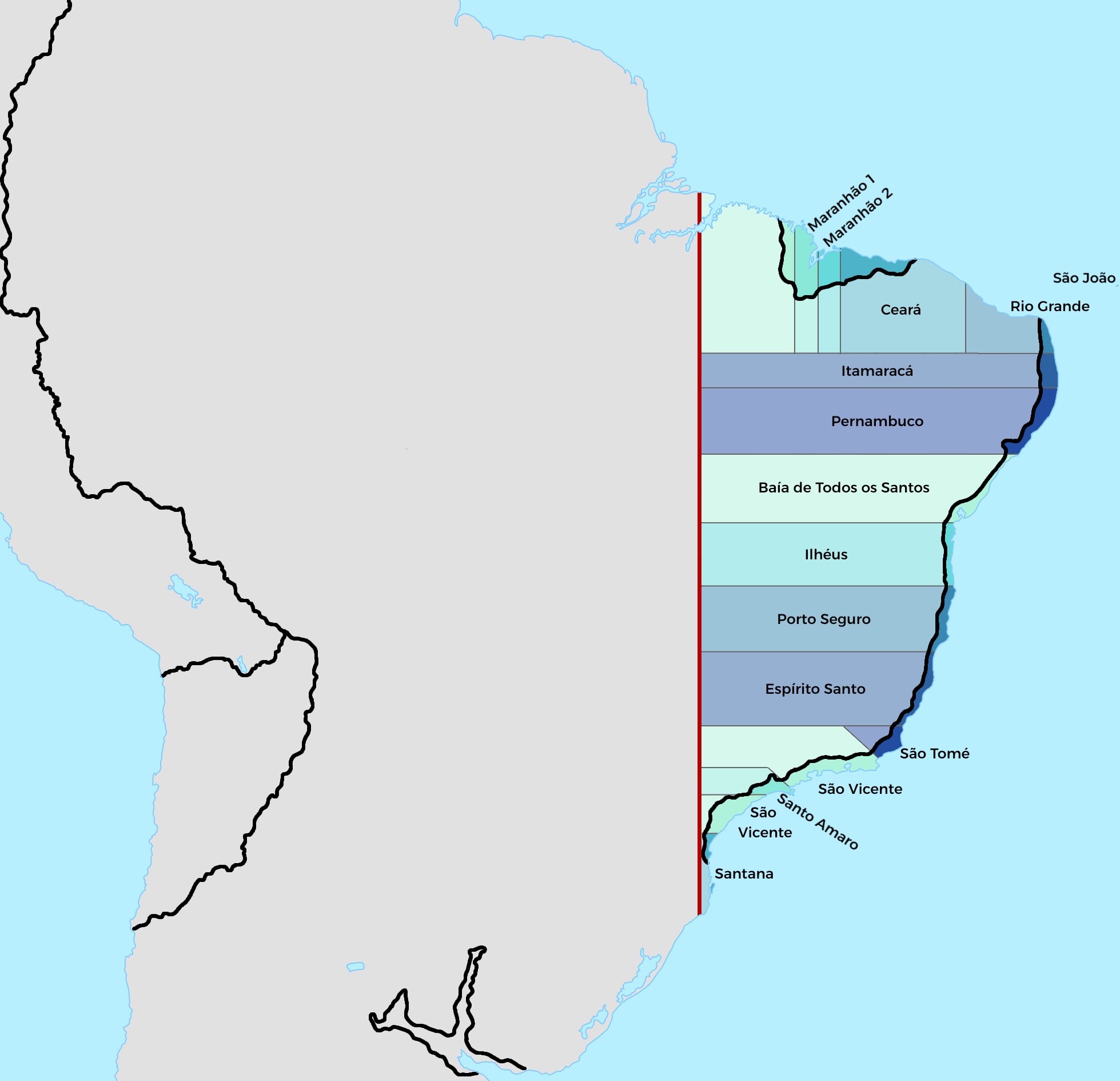
1534年
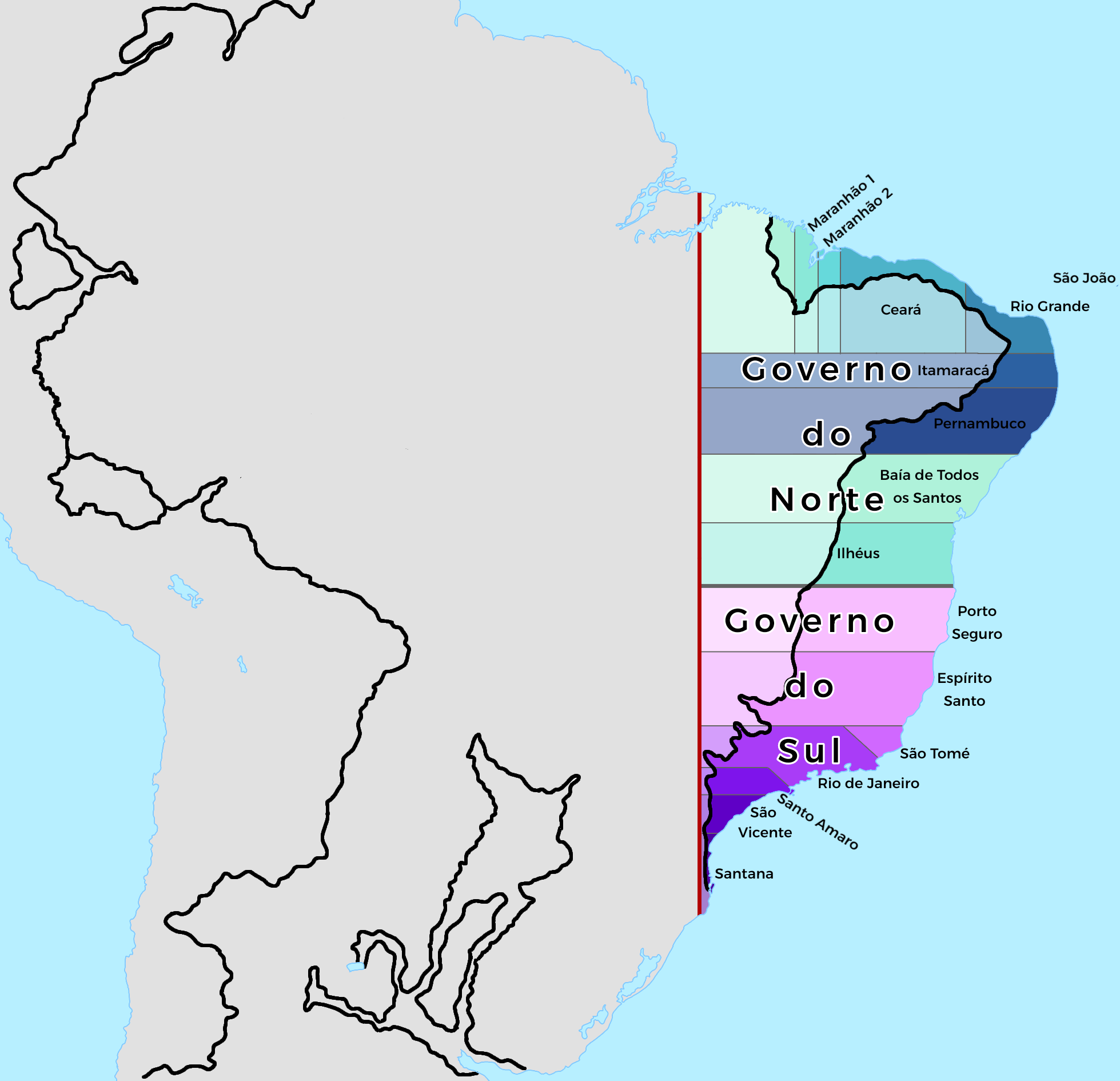
1573年
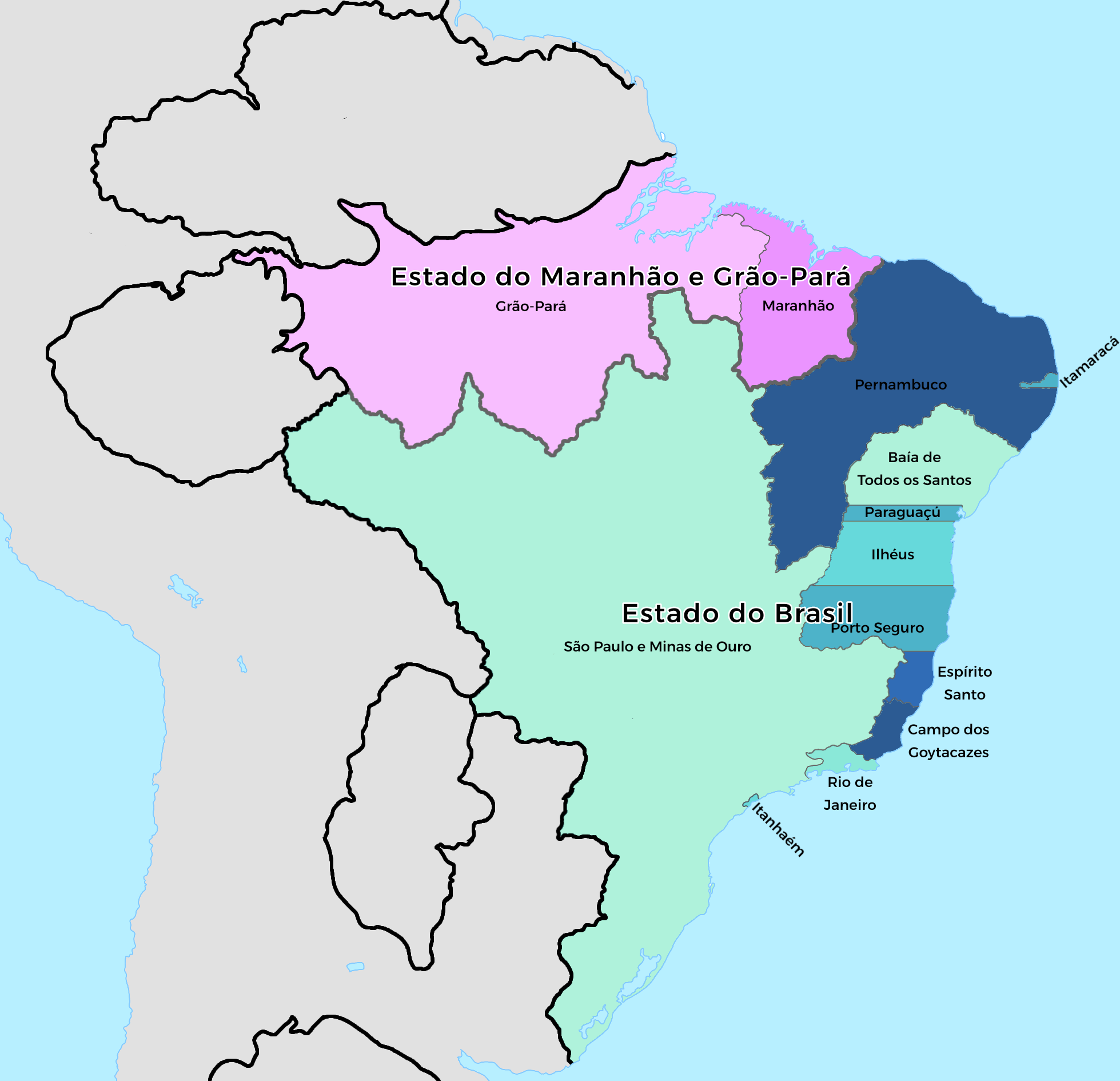
1709年
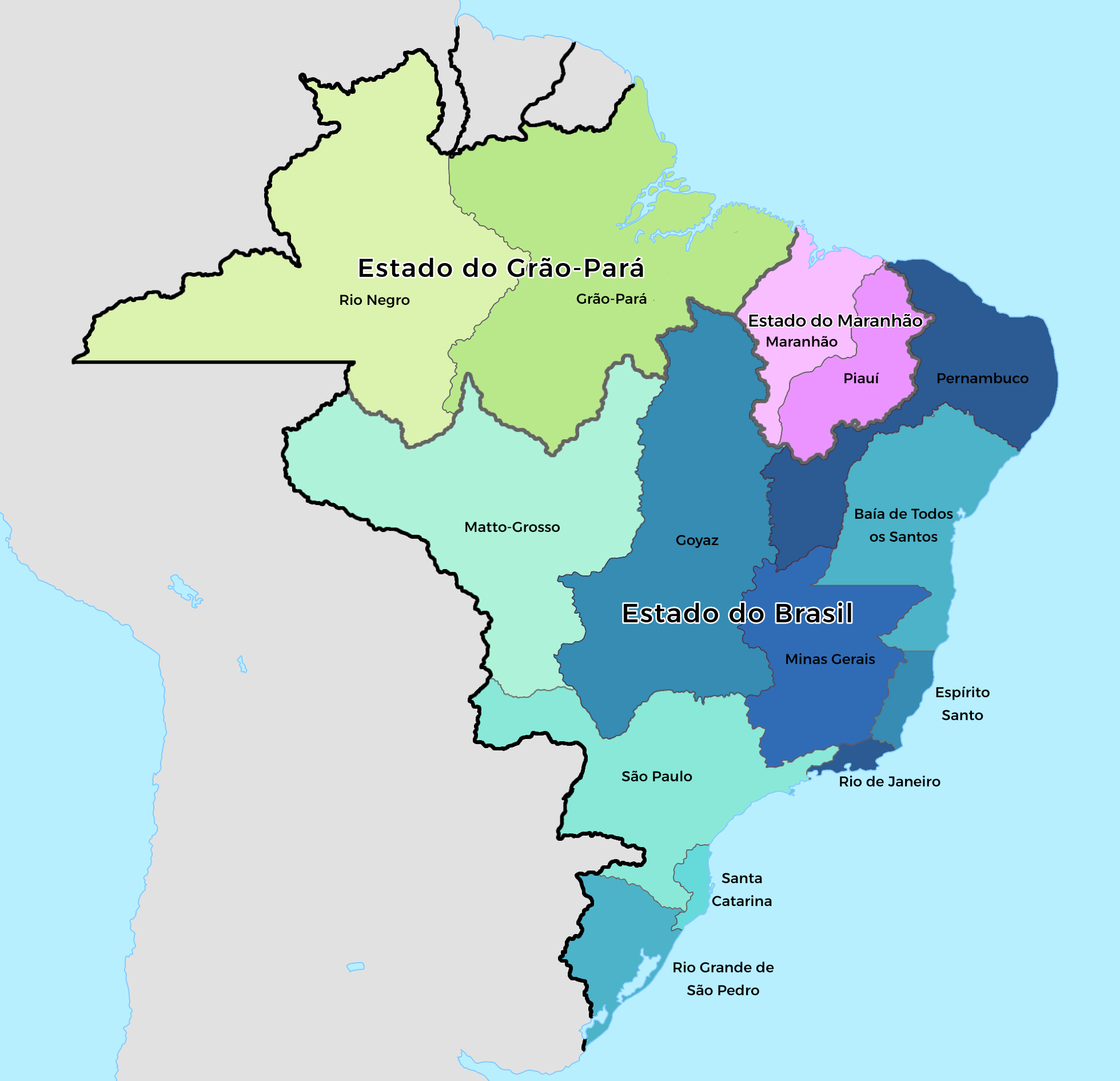
1789年
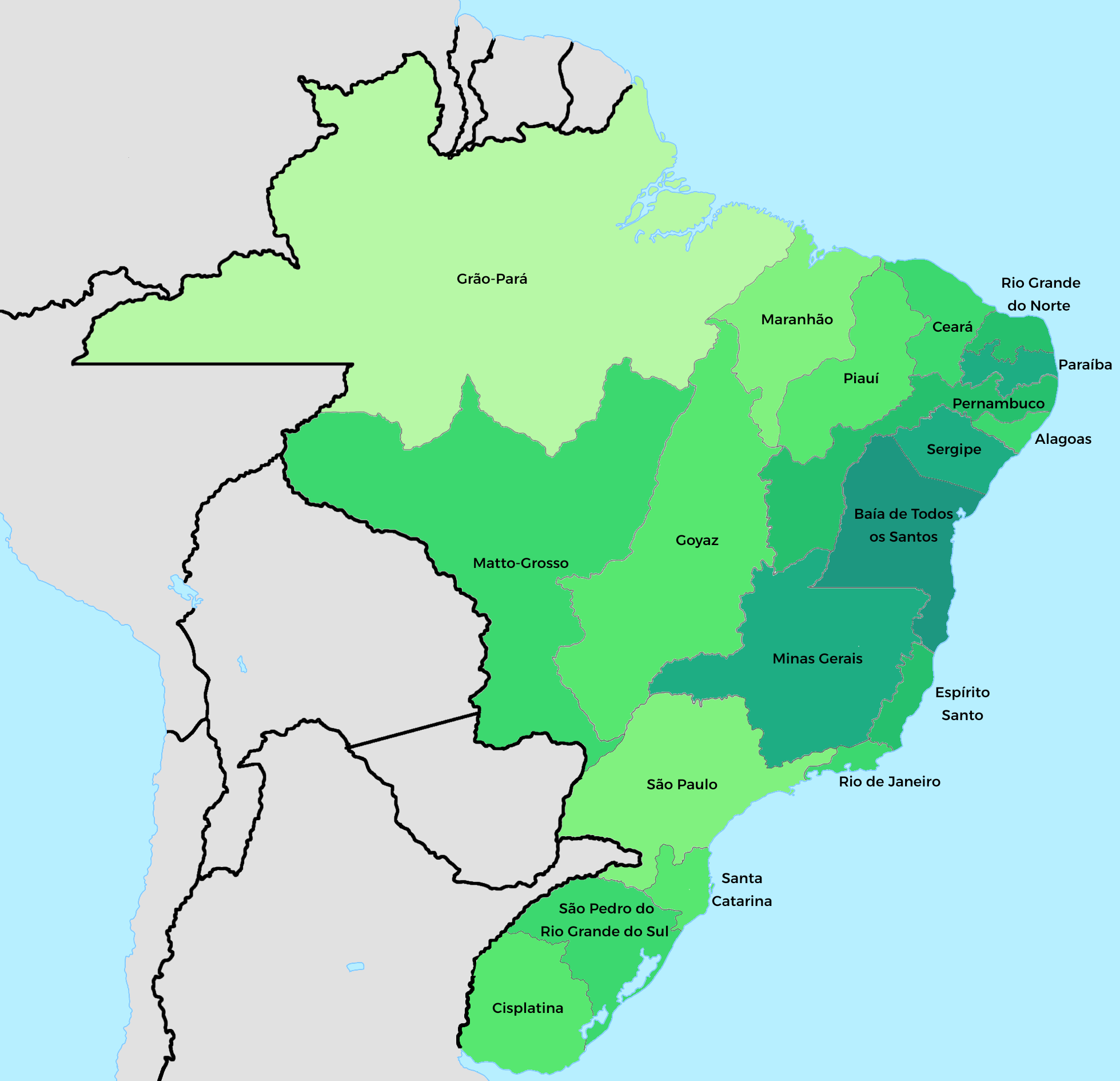
1822年
1822年時のシスプラチナの領域

## 北アメリカへの入植

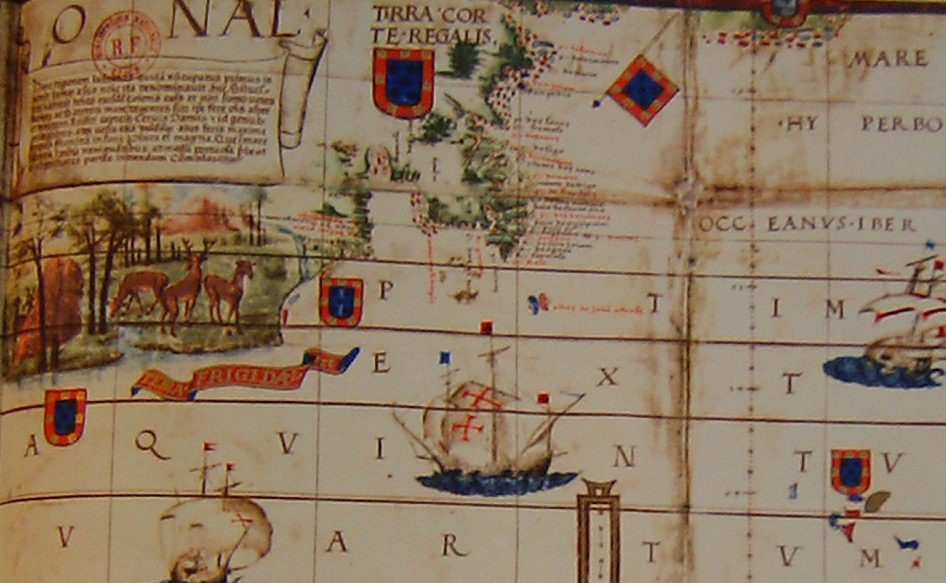
1519年のポルトガル領北アメリカの地図。

1501年と1502年にコルテ・レアル兄弟がニューファンドランド島とラブラドルを探検し、ポルトガル領と宣言した。1506年、ポルトガル王マヌエル1世はニューファンドランドのタラ漁師に対する税を作った。ニューファンドランド及びノヴァスコシアのジョアン・アルヴァレス・ファグンデスの植民地は5年で放棄された。